# Republikanisches Studentenkartell
Das Republikanische Studentenkartell (auch: Reichskartell der Deutschen Republikanischen Studentenschaft, ab 1928: Deutscher Republikanischer Studentenbund) war ein Zusammenschluss linker und liberaler Studentenverbände in der Zeit der Weimarer Republik. 
Die Gründung des Kartells am 31. Juli und 1. August 1922 in Jena war eine unmittelbare Reaktion auf die Ermordung des liberalen Reichsaußenministers Walter Rathenau sowie die „offen geäußerte Sympathie, die viele Studenten für die Attentäter hegten“. Hauptziel des Kartells war daher der Kampf gegen den grassierenden Nationalismus und Antisemitismus innerhalb der Studentenschaft und das Eintreten für die gefährdete Republik.  
Getragen wurde das Kartell hauptsächlich von den Hochschulgruppen der Weimarer Koalitionsparteien, d. h. vom SPD-nahen Verband sozialistischer Studenten, dem Reichsbund Deutscher Demokratischer Studenten und der Arbeitsgemeinschaft republikanischer Zentrumsstudenten; hinzu kam der Deutsche Pazifistische Studentenbund. Den Kommunistischen Studentengruppen, die sich ebenfalls um eine Aufnahme in das Kartell bemühten, wurde diese „wegen ihrer mangelnden republikanischen Zuverlässigkeit verwehrt.“
An den Hochschulen traten die örtlichen Kartelle mit gemeinsamen Kandidatenlisten zu den alljährlichen AStA-Wahlen an, vermochten sich jedoch auf Dauer nicht gegen die mehrheitlich rechtsstehenden Studentenverbindungen und völkisch-nationalistische Zusammenschlüsse wie den Deutschen Hochschulring durchzusetzen. 
Nicht zuletzt deshalb wurde das Kartell Anfang 1928 in einen straffer organisierten Studentenbund auf der Basis individueller Mitgliedschaft umgewandelt, dessen Vorsitz der spätere Frankfurter Oberbürgermeister Walter Kolb übernahm. Der Bund arbeitete zeitweise eng mit dem Reichsbanner Schwarz-Rot-Gold zusammen und veranstaltete mit diesem gemeinsame politische Kundgebungen, darunter ein Republikanisches Wartburgfest im Mai 1929. Innerhalb der Hochschulen blieb sein Einfluss aber nach wie vor gering und konnte den Aufstieg des Nationalsozialistischen Deutschen Studentenbundes (NSDStB) letztlich nicht verhindern.
Kartell und Studentenbund gaben zeitweise eine eigene Zeitschrift Die Junge Republik heraus.